# فرانتشيك شافرانيك
فرانتشيك شافرانيك، من مواليد 2 يناير 1931، وتوفي في 27 يونيو 1987، لاعب كرة قدم تشيكوسلوفاكي سابق.
لعب مع منتخب تشيكوسلوفاكيا لكرة القدم 22 مباراة وسجل هدف واحد.

## روابط خارجية
- فرانتشيك شافرانيك على موقع الاتحاد الدولي (مؤرشف)  (الإنجليزية)
- فرانتشيك شافرانيك على موقع الاتحاد التشيكي (الإنجليزية)
- فرانتشيك شافرانيك على موقع قاعدة بيانات كرة القدم.إي يو (الإنجليزية)
- فرانتشيك شافرانيك على موقع ناشيونال فوتبول تيمز (الإنجليزية)
- فرانتشيك شافرانيك على موقع Soccerway.com (الإنجليزية)
- فرانتشيك شافرانيك على موقع عالم كرة القدم.نت (الإنجليزية)